# Duets (坂本真綾のアルバム)
『Duets』（デュエッツ）は、坂本真綾の4枚目のコンセプト・アルバム。2021年3月17日 にFlyingDogから発売された。

## 概要
コンセプト・アルバムとしては前作『Driving in the silence』から約9年4ヶ月ぶりのリリースであり、アルバム全体では『シングルコレクション+ アチコチ』から約8ヶ月ぶりのリリースとなる。
本作は25周年記念アルバム第二弾にして、自身初のデュエットアルバム。合計7人のアーティストが参加するように招待され、リード曲「Duet!」にはデビュー当時坂本とともに『天空のエスカフローネ』のテーマソングを提供した和田弘樹（現：h-wonder）が参加している。
CD Onlyの形態のみで発売。アルバムジャケットには、7色の色水が入ったグラスが坂本の前に並ぶビジュアルで、7つのグラスはそれぞれのデュエット相手を表現している。
2021年8月4日、本作から土岐麻子と小泉今日子とのデュエット曲「ひとくちいかが?」「ひとつ屋根の下」が7インチシングルカットとしてKissing Fish Recordsより発売された。
Lyric Videoには俳優の河合優実と時任勇気が出演している。

## 収録曲
| #         | タイトル                                    | 作詞               | 作曲      | 編曲      | 時間  |
| --------- | ------------------------------------------- | ------------------ | --------- | --------- | ----- |
| 1.        | 「Duet!」(坂本真綾×和田弘樹)                | 坂本真綾           | h-wonder  | h-wonder  | 4:28  |
| 2.        | 「あなたじゃなければ」(坂本真綾×堂島孝平)   | 堂島孝平           | 堂島孝平  | 堂島孝平  | 4:09  |
| 3.        | 「ひとくちいかが?」(坂本真綾×土岐麻子)      | 土岐麻子           | TENDRE    | TENDRE    | 4:44  |
| 4.        | 「でも」(坂本真綾×原昌和（the band apart）) | 岩里祐穂           | 原昌和    | 原昌和    | 5:24  |
| 5.        | 「sync」(坂本真綾×内村友美（la la larks）)  | 内村友美・坂本真綾 | 江口亮    | 江口亮    | 5:09  |
| 6.        | 「星と星のあいだ」(坂本真綾×井上芳雄)       | 坂本真綾           | 坂本真綾  | 山本隆二  | 5:41  |
| 7.        | 「ひとつ屋根の下」(坂本真綾×小泉今日子)     | 坂本真綾           | 鈴木祥子  | 山本隆二  | 5:43  |
| 合計時間: | 合計時間:                                   | 合計時間:          | 合計時間: | 合計時間: | 35:18 |